# Tell Kalach
Tell Kalach (arabisch تلكلخ, DMG Talkalaḫ) ist eine syrische Stadt. Sie liegt an der Grenze zum Libanon und ist die Hauptstadt des Distrikts Tell Kalach im Gouvernement Homs. Ein Großteil der Bevölkerung lebt vom Schmuggel.

## Geschichte
Die D.H.P. eröffnete den Bahnhof am Ort an ihrer 1911 eröffneten Strecke Homs–Tripoli. Diese Verbindung ist seit dem Libanesischen Bürgerkrieg 1975–1990 nicht mehr bedient, eine Verlängerung besteht, die noch auf syrischem Territorium abzweigt und via Tartus nach Latakia führt. Am 15. Mai 2011 besetzte im Zuge der Proteste in Syrien die syrische Armee Tell Kalach. Grund dafür waren Demonstrationen gegen die Regierung unter Baschar al-Assad am Tag zuvor. Bei der Besetzung kamen sieben Menschen ums Leben. Etwa 2.000 Einwohner flüchteten in den nahen Libanon. Am 18. Mai starben mindestens 27 Zivilisten bei Kämpfen mit den Sicherheitskräften.
Anfang 2013 war die Stadt faktisch unter Kontrolle der Rebellen, sie war allerdings von Regierungstruppen weitgehend eingeschlossen.
Nachdem Bürgervertreter und FSA Kämpfer sich zur kampflosen Übergabe der Stadt entschlossen hatten, wurde sie am 25. Juni 2013 wieder von Regierungstruppen besetzt.